# Джозеф Джостар
Джозеф Джостар (яп. ジョセフ・ジョースター, Дзьосефу Дзьо:сута:) — персонаж із всесвіту JoJo's Bizarre Adventure, є головним героєм другої частини манґи Battle Tendency, одним з головних героїв у Stardust Crusaders і одним з дійових персонажів у Diamond Is Unbreakable. Також персонаж з'являвся у семи різних іграх. Хоч він спочатку є головним героєм у манґі Battle Tendency, найбільш відомий у старому образі в манґі Stardust Crusaders, як найближчий союзник головного героя Джотаро Куджо.

## Створення персонажа
Прообразом для створення Джозефа стали відомі персонажі Хан Соло із Зоряних Війн та Індіана Джонс. Аракі хотів уникнути проблеми слабо опрацьованого персонажа, як це було з Джонатаном Джостаром із першої частини манґи Phantom Blood. Однак, за словами Аракі, новий головний герой на ім'я Джозеф вийшов зовні дуже схожим на Кенсіро, протагоніста манґи Fist of the North Star . Боячись звинувачення в плагіаті, Аракі зробив свого персонажа ексцентричним, лінивим хитруном, який фактично пародує себе.

## Опис

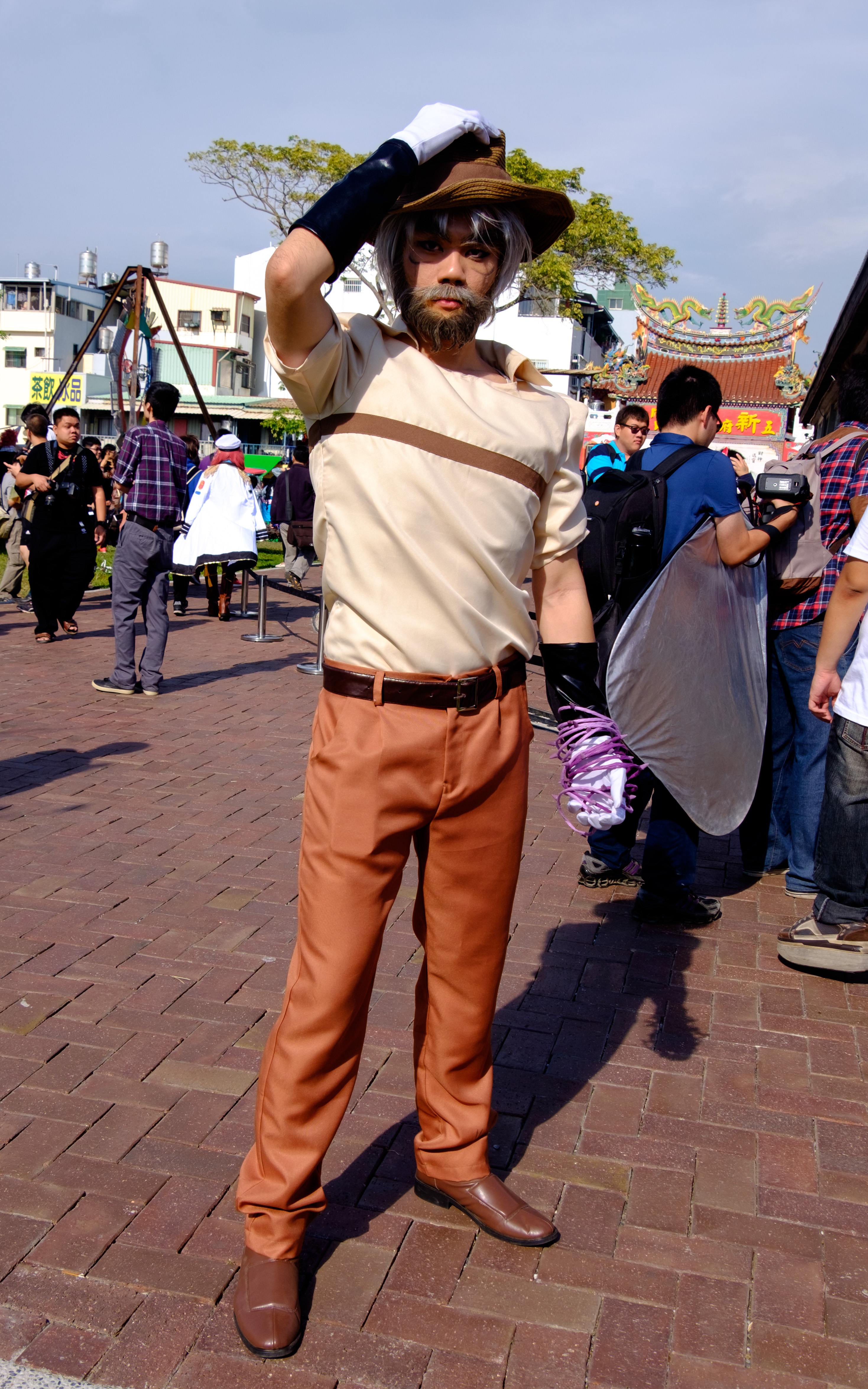
Косплей персонажа

У Battle Tendency Джозеф — це молода висока людина з міцною статурою, каштановим розпатланим волоссям і зеленими очима. Він імпульсивний, ексцентричний і хитрий. Під час бою використовує будь-яку нагоду, щоб здолати ворога, і може робити неоднозначні вчинки. Проте його мета залишається благородною і полягає у захисті людства від вампірів.
У Stardust Crusaders Джозеф — вже постарілий персонаж. У нього посивіло волосся, але він як і раніше зберігає атлетичну фігуру, хоча вже не такий сильний і дотепний, як у роки своєї молодості. Навпаки, він часто демонструє легковажність, проте залишається вкрай важливим союзником Джотаро Куджо. Його стенд — «пурпурний самітник» названий на честь карти самітник і являє собою колючі лози, здатні знерухомлювати або душити противника, також стенд здатний вказувати місце цілі, передавати зображення і думки на телевізор або фотоапарат. Цікаво, що в OVA-серіалі він показаний блондином, хоча в манзі він є сивим і має темне волосся від природи. Те саме і з його характером. Якщо в OVA він показаний серйозно налаштованим старим, що побачив життя, то в манзі та серіалі він все ще, як і в молодості, сповнений ентузіазмом, хитрістю та почуттям гумору, через що частково виконує роль комічного персонажа.
Під час сюжету Diamond Is Unbreakable Джозеф лише тінь того, ким був раніше. Він глибоко старий, не може ходити без тростини, має проблеми зі слухом і страждає на старечий маразм. Джозеф беззахисний, вже не такий енергійний і мирно доживає останні роки. Страждає забудькуватістю. Все це тому, що він перестав практикувати Хамон.
В екстремальних ситуаціях Джозеф кричить Oh noǃ/Oh shit/Oh my godǃ або Holy Shitǃ

## Історія
Головний герой 2 частини історії та один з головних — у 3 частині та другорядний персонаж у 4 частині. Він онук Джонатана Джостара. Його батько загинув, а мати втекла після вбивства військового. Відомо, що батько народився незадовго після смерті Джонатана, а мати була підібрана Еріною ще немовлям під час аварії корабля. Може як і дід використовувати Хамон, дуже проникливий і розважливий, майже завжди передбачає дії супротивника. Після того, як Спідвагон повідомляє про жертви в Мексиці від таємничої людини з колони, Джозеф зазнає нападу вампіра, але перемагає його. Він вирушає до Мексики і виявляє підземний об'єкт, де нацисти намагаються відродити людину, яка була заточена в кам'яний стовп понад 2000 років тому. Після відродження людина з колони вбиває всіх людей, проте зазнає поразки від Джозефа. Пізніше Джозеф вирушає до Риму, де було виявлено ще «3 особи з колони» Вам, Ейсідісі та Карс. Виявляється, що це вони створили кам'яні маски. Джозеф починає тренувати техніку Хамон у Цезаря Цепелі, онука Антоніо Цепелі. Пізніше він обіцяв людям з колони, що обов'язково стане сильнішим, і Ейсідісі помістив йому в горло кільце, і Вам, але поміщає його над серцем, які вб'ють його через місяць, якщо він не переможе їх і не дістане протиотруту на кільці Ейсідісі і Вама. Зрештою Джозеф перемагає всіх людей з колони, проте позбавляється лівої руки.
За шість років до подій Stardust Crusaders переїхав тимчасово жити в Японію, де коротко вступив у роман з Томоко Хіґашикатою, в результаті якої народився позашлюбний син від Джозефа — Джоске.
У 3 частині Stardust Crusaders Джозефу вже 69 років, але він все ще сповнений сил, через пробудження Діо набуває стенд, потім витягує Джотаро з в'язниці, допомагає йому зрозуміти свою силу і перемогти Діо. Виявляється на якийсь час убитим, коли Діо поранить Джозефа і висмоктує його кров, але згодом через переливання крові поваленого Діо повернувся до життя.
У 1999 році Джозеф прибуває в Моріо, вперше знайомиться зі своїм сином і випадково знаходить цілком невидиму новонароджену дівчинку, яка володіє стендом Achtung Baby і, не знайшовши її батьків, вирішує удочерити, назвавши Сідзукою Джостар.

## Вплив
Надмірно емоційні реакції персонажа на різні складні ситуації та небезпеки, що супроводжуються такими вигуками як Oh Noǃ, Oh my Godǃ, Holy Shitǃ стали інтернет-мемом, об'єктами пародій і навіть мерчандайза.
У рамках мерчандайзингу із зображенням персонажа було випущено багато різних аксесуарів; футболки, колекційні фігурки із зображенням молодого та літнього персонажа, брелоки та інше.

### Критика
Річард Айзенбейз із сайту Kotaku зазначив, що незважаючи на несерйозність самої історії (Battle Tendency), сам персонаж вийшов розумним і неймовірно цікавим, здатним передбачати тактику ворогів і фактично тягне за собою весь сюжет. На думку критика, приносить задоволення спостерігати, як персонаж знову і знову потрапляє в складні і, як здається, безнадійні ситуації, але завдяки своїй кмітливості щоразу повертає ситуацію на свою користь. Сайт Comics Alliance присвятив персонажу та сюжету манґи окрему дискусію, де різні критики висловлювали свою думку, наприклад, Зія зазначила, що додавання негативних якостей герою навпаки робить його цікавішим; він зухвалий і використовує кмітливість, щоб збентежити лиходіїв, а потім пояснює свої задуми. На думку критика, Джозеф бачить світ божевільним та непостійним, наступним деяким непослідовним правилам. Це на думку критика частково нагадує вчинки супергероя Містера Чудо авторства Джека Кірбі. Клер Нейпір навпаки не погодився, назвавши Джозефа "агресивно дурним", непостійним, "скляним" ідіотом, який не здатний правильно виявляти емоції, а лише влаштовує театр на очах у інших персонажів. Клер порівняв персонажа з Сон Ґоку в його крайньому стані і протиставив з Кенсіро з манґи "Кулак Полярної зірки" як приклад дійсно опрацьованого персонажа.